# Coupe de France féminine 2018/19
Der Wettbewerb um die Coupe de France féminine in der Saison 2018/19 war die 18. Ausspielung des französischen Fußballpokals für Frauenmannschaften. Die Teilnahme ist nur für die Frauschaften der ersten bis dritten Liga verpflichtend.
Titelverteidiger war der Paris Saint-Germain FC, der diesmal im Viertelfinale gegen Olympique Lyon ausschied. Lyon setzte sich im Endspiel gegen den OSC Lille durch und sicherte sich die Trophäe zum achten Mal.
Der Wettbewerb wird nach dem klassischen Pokalmodus ausgetragen; das heißt insbesondere, dass die jeweiligen Spielpaarungen ohne Setzlisten oder eine leistungsmäßige beziehungsweise ab dem Achtelfinale ohne regionale Vorsortierung der Vereine aus sämtlichen noch im Wettbewerb befindlichen Klubs ausgelost werden und lediglich ein Spiel ausgetragen wird, an dessen Ende ein Sieger feststehen musste (und sei es durch ein Elfmeterschießen – eine Verlängerung bei unentschiedenem Stand nach 90 Minuten ist nicht vorgesehen), der sich dann für die nächste Runde qualifiziert, während der Verlierer ausscheidet. Auch das Heimrecht wird für jede Begegnung durch das Los ermittelt – mit Ausnahme des Finales, das auf neutralem Platz an jährlich wechselnden Orten stattfindet –, jedoch mit der Einschränkung, dass Klubs, die gegen eine mindestens zwei Ligastufen höher spielende Elf anzutreten haben, automatisch Heimrecht bekommen.
Nach Abschluss der von den regionalen Untergliederungen des Landesverbands FFF organisierten Qualifikationsrunden greifen die Zweitdivisionäre weiterhin in der ersten Bundesrunde, die zwölf Erstligisten diesmal erst im Sechzehntelfinale in den Wettbewerb ein; in den vorangegangenen Jahren mussten sie dies bereits in der sogenannten zweiten Bundesrunde (Deuxième tour fédéral), die in den Jahren zuvor dem Zweiunddreißigstelfinale mit 64 Teilnehmern entsprach. Hintergrund dieser Änderung ist die Absicht des Verbandes, die Zahl der Pflichtpartien der überwiegend bei Erstdivisionären tätigen Nationalspielerinnen in Hinblick auf die Weltmeisterschaft 2019 in Frankreich wenigstens etwas zu reduzieren.
Mit Arras FCF, AS Nancy, Racing Saint-Denis, FF Yzeure Allier Auvergne und dem FC Montauban schieden bereits fünf Zweitligisten vor dem Zweiunddreißigstelfinale aus; hingegen erreichten drei Viertligisten als klassentiefste Teilnehmer diese Runde, nämlich der FC Valenciennes, der FC Pontcharra Saint-Loup und die ES Chilly. Von diesen war nur Chilly auch im Sechzehntelfinale noch dabei, und mit dem Avenir Club Avignon schied der letzte drittklassige Vertreter im Achtelfinale aus.

## Zweite Bundesrunde
Spiele am 15./16. Dezember 2018. Die Vereine der beiden höchsten Ligen sind mit D1 bzw. D2 gekennzeichnet; i. E. = im Elfmeterschießen.
| - Olympique Alès – Grenoble Foot (D2) 2:6 - Avant Garde Caen – Stade Reims (D2) 1:3 - ES Guéret – CPBB Rennes (D2) 0:1 - SF Orvault – ESOF La Roche (D2) 0:6 - CA Paris – US Saint-Malo (D2) 2:6 - Cosmo Taverny – ESAP Metz (D2) 2:3 - US Boulogne – FF Issy (D2) 1:4 - FC Nantes – Chamois Niort 5:0 - FC Valenciennes – FC Rouen 2:3 - ES Chilly – US Heillecourt 4:0 | - Stade Brest (D2) – CBOSL Angers (D2) 8:0 - FC Toulouse (D2) – ASPTT Albi (D2) 1:1 (5:6 i. E.) - US Orléans (D2) – FC Vendenheim (D2) 1:2 - VGA Saint-Maur (D2) – Le Havre AC (D2) 2:4 - AS Pierrots Vauban Strasbourg (D2) – AS Saint-Étienne (D2) 1:1 (3:1 i. E.) - AS Musau Strasbourg – Croix de Savoie Ambilly (D2) 0:2 (a) - Avenir Club Avignon – Olympique Marseille (D2) 2:1 - FC Pontcharra Saint-Loup – AS Portet CR (D2) 1:1 (5:6 i. E.) - FC La Rochette Vaux-le-Pénil – US Saint-Vit 1:0 - OGC Nizza – Olympique Valence 0:0 (1:3 i. E.) |

## Sechzehntelfinale
Spiele am 5./6. Januar 2019.
| - HSC Montpellier (D1) – Paris FC (D1) 0:1 - ASPTT Albi (D2) – FC Metz (D1) 1:3 - Stade Reims (D2) – ASJ Soyaux (D1) 1:2 - FCO Dijon (D1) – AS Portet CR (D2) 11:0 - FC Nantes – OSC Lille (D1) 0:3 - FC Rouen – FC Fleury (D1) 0:4 - FF Issy (D2) – Le Havre AC (D2) 0:2 - ES Chilly – Grenoble Foot (D2) 0:12 | - AF Rodez (D1) – Olympique Lyon (D1) 0:6 - Paris Saint-Germain FC (D1) – CPBB Rennes (D2) 8:0 - EA Guingamp (D1) – Stade Brest (D2) 5:1 - Girondins Bordeaux (D1) – US Saint-Malo (D2) 0:0 (2:4 i. E.) - FC Vendenheim (D2) – AS Pierrots Vauban Strasbourg (D2) 2:2 (3:4 i. E.) - Olympique Valence – ESAP Metz (D2) 0:1 - Avenir Club Avignon – Croix de Savoie Ambilly (D2) 4:3 - FC La Rochette Vaux-le-Pénil – ESOF La Roche (D2) 0:5 |

## Achtelfinale
Spiele am 26./27. Januar, ein Nachholspiel am 6. Februar 2019
| - EA Guingamp (D1) – FCO Dijon (D1) 2:5 - FC Fleury (D1) – FC Metz (D1) 2:0 - US Saint-Malo (D2) – Paris FC (D1) 0:2 - OSC Lille (D1) – ESAP Metz (D2) (b) 2:0 | - ASJ Soyaux (D1) – Olympique Lyon (D1) 0:5 - Le Havre AC (D2) – Paris Saint-Germain FC (D1) 0:1 - ESOF La Roche (D2) – AS Pierrots Vauban Strasbourg (D2) 3:0 - Avenir Club Avignon – Grenoble Foot (D2) 1:1 (3:4 i. E.) |

## Viertelfinale
Spiele am 9./10. Februar 2019
| - Paris FC (D1) – FC Fleury (D1) 2:0 - ESOF La Roche (D2) – OSC Lille (D1) 1:2 | - Olympique Lyon (D1) – Paris Saint-Germain FC (D1) 1:0 - FCO Dijon (D1) – Grenoble Foot (D2) 0:0 (4:5 i. E.) |

## Halbfinale
Spiele am 10. März 2019
| - Paris FC (D1) – OSC Lille (D1) 0:1 | - Grenoble Foot (D2) – Olympique Lyon (D1) 0:1 |

## Finale
Spiel am 8. Mai 2019 im Stade Gaston-Petit von Châteauroux vor 9.518 Zuschauern
- Olympique Lyon – OSC Lille 3:1 (0:0)

### Aufstellungen
Lyon: Lisa Weiß – Lucy Bronze (Kadeisha Buchanan, 71.), Griedge Mbock Bathy, Wendie Renard , Amel Majri – Dzsenifer Marozsán (Selma Bacha, 66.), Amandine Henry, Jessica Fishlock (Saki Kumagai, 66.) – Shanice van de Sanden, Ada Hegerberg, Eugénie Le Sommer
Trainer: Reynald Pedros
Lille: Elisa Launay – Héloïse Mansuy (Hannah Diaz, 60.), Maud Coutereels , Morgane Nicoli, Marine Dafeur – Jessica Lernon, Carla Polito, Silke Demeyere, Lina Boussaha (Justine Bauduin, 88.), Julie Dufour (Maïté Boucly, 88.) – Ouleymata Sarr
Trainerin: Rachel Saïdi
Schiedsrichterin: Maïka Vanderstichel (Ligue de Nouvelle-Aquitaine)

### Tore
1:0 Henry (52.)
2:0 van de Sanden (53.)
2:1 Sarr (68.)
3:1 Renard (83., Foulelfmeter)

### Besonderes
Lille stand vor dem Endspiel bereits als Absteiger in die Division 2 fest. Eine solche Situation hatte es zuvor erst einmal gegeben: 2003/04 stand mit der USCCO Compiègne – übrigens auch gegen einen Klub aus Lyon, allerdings den FCL – gleichfalls eine abgestiegene Frauschaft im Pokalfinale.